# Тагарское
Тагарское — горько-солёное озеро в Минусинском районе Красноярского края. Расположено в 10 километрах юго-восточнее города Минусинска, рядом с трассой федерального значения М-54 «Енисей». Известно как лечебное.
Площадь поверхности — 1,34 км² (по другим данным — 1,21 км²). Площадь водосборного бассейна — 57,2 км² (по другим данным — 37 км²). Размеры озера — 1,43 на 0,85 км. Средняя глубина озера равна 2,7 метра, максимальная достигает 3,8 метра. Размеры озера, его глубина и солёность меняются в широких пределах в зависимости от количества осадков. Наблюдаются колебания с периодом в 100, 21 и 11 лет.
Озеро лежит на высоте 306,6 метра в степной местности, окружено холмами. Берега низкие, заболоченные. С востока впадает ручей Тагарский. С юго-запада к озеру примыкает Кривинский бор.

## История
Добыча соли на озере зафиксирована источниками в 1730 году. В 1873 году купцом Тюфиным и купчихой Ревнивых на северном берегу озера построена соляная варница.
В 1887 году была сделана попытка открыть курорт, не увенчавшаяся успехом. В 1920 году на озере организована здравница. В 1941—1943 годах на озере существовал госпиталь для раненых участников Великой Отечественной войны.
В 1947 году курорт закрыли, и на его месте начал работать костно-туберкулёзный санаторий. В 1979 году был открыт санаторий-профилакторий «Сосновый бор».
На северном берегу озера находится населённый пункт — посёлок Озеро Тагарское.
Широкую известность озеру создали минеральная вода и грязи. Сейчас это климатический и бальнеологический курорт.